# Bruins de New Westminster
Les Bruins de New Westminster sont une équipe de hockey sur glace de la Ligue de hockey de l'Ouest, basée à New Westminster en Colombie-Britannique.

## Historique

### Les premiers Bruins
La franchise fut créée à la base sous le nom des Indians de Humboldt, avant de déménager en 1957 à Estevan. L'équipe devient alors membre de la Ligue de hockey de l'Ouest en 1966 et remporte la Coupe du Président en 1968.
En 1971, la franchise emménage à New Westminster et elle continue à aligner les bons résultats. Ainsi de 1975 à 1978, l'équipe gagne à chaque fois la Coupe du Président et participe ainsi à chaque fois à la Coupe Memorial. Les deux premières années, l'équipe est battue par les Marlboros de Toronto et par les Fincups de Hamilton mais l'équipe gagne les deux autres finales.
En 1981, l'équipe déménage à Kamloops et devient l'équipe junior des Oilers de Kamloops avant de devenir en 1984 les Blazers de Kamloops. L'équipe est toujours en activité et depuis le début de la franchise, elle a gagné onze Coupes du Président et cinq Coupes Memorial.

### Les seconds Bruins
La seconde franchise à porter le nom de Bruins arrive à New Westminster en 1983 en provenance de Nanaimo. L'équipe venait  au commencement de Calgary en tant que'Bighorns de Billings. L'équipe n'aura joué qu'une saison à Nanaimo avant de venir s'installer à New Westminster.
Cette nouvelle édition des Bruins n'aura pas autant de succès et au bout de cinq saisons, elle déménagera encore une fois à Kennewick dans l'État de Washington et deviendra les Americans de Tri-City.
La franchise a porté les noms suivants:
- Buffaloes de Calgary - pour la saison 1966-1967
- Centennials de Calgary - de 1967 à 1977
- Bighorns de Billings - de 1977 à 1982
- Islanders de Nanaimo- pour la saison 1982-1983
- Bruins de New Westminster - de 1983 à 1988
- Americans de Tri-City - depuis 1988

## Saisons après saisons

### 1971-81
| Saison  | PJ | V  | D  | N  | BP  | BC  | Pts | Classement | Séries éliminatoires                               |
| ------- | -- | -- | -- | -- | --- | --- | --- | ---------- | -------------------------------------------------- |
| 1971-72 | 68 | 40 | 27 | 1  | 285 | 240 | 81  | 3e ouest   | Défaite en quart de finale                         |
| 1972-73 | 68 | 31 | 22 | 15 | 283 | 264 | 77  | 4e ouest   | Défaite en quart de finale                         |
| 1973-74 | 68 | 36 | 21 | 11 | 284 | 250 | 83  | 2d ouest   | Défaite en demi-finale                             |
| 1974-75 | 70 | 37 | 22 | 11 | 319 | 260 | 85  | 3e ouest   | Champion de la LHOu                                |
| 1975-76 | 72 | 54 | 14 | 4  | 463 | 247 | 112 | 1er ouest  | Champion de la LHOu                                |
| 1976-77 | 72 | 47 | 14 | 11 | 363 | 216 | 105 | 1er ouest  | Champion de la LHOu Vainqueur de la Coupe Memorial |
| 1977-78 | 72 | 33 | 28 | 11 | 345 | 310 | 77  | 3e ouest   | Champion de la LHOu Vainqueur de la Coupe Memorial |
| 1978-79 | 72 | 34 | 32 | 6  | 310 | 301 | 74  | 3e ouest   | Éliminés au tour robin                             |
| 1979-80 | 72 | 10 | 61 | 1  | 244 | 443 | 21  | 4e ouest   | Non qualifiés                                      |
| 1980-81 | 72 | 17 | 54 | 1  | 306 | 512 | 35  | 5e ouest   | Non qualifiés                                      |

### 1983-88
| Saison  | PJ | V  | D  | N | BP  | BC  | Pts | Classement | Séries éliminatoires               |
| ------- | -- | -- | -- | - | --- | --- | --- | ---------- | ---------------------------------- |
| 1983-84 | 72 | 34 | 36 | 2 | 304 | 348 | 70  | 2d ouest   | Défaite en demi-finale de division |
| 1984-85 | 72 | 41 | 29 | 2 | 379 | 302 | 84  | 2d ouest   | Défaite en finale de division      |
| 1985-86 | 72 | 25 | 45 | 2 | 276 | 373 | 52  | 5e ouest   | Non qualifiés                      |
| 1986-87 | 72 | 18 | 50 | 4 | 300 | 432 | 40  | 6e ouest   | Non qualifiés                      |
| 1987-88 | 72 | 33 | 34 | 5 | 339 | 358 | 71  | 4e ouest   | Défaite en demi-finale de division |